# Iggy Malmborg
Karl Iggy Malmborg, född 3 november 1987, är en svensk skådespelare och regissör.

## Biografi
Malmborg är uppväxt i Riddarhyttan och utbildades till skådespelare vid Teaterhögskolan i Malmö. Han har framträtt i svensk film och tv men turnerar även med sin egen teater i Europa.
Bland annat har han spelat på Spielart i München, Baltic Circle i Helsingfors, TnBA i Bordeaux, Kaai Theater i Bryssel, Baltoscandal i Rakvere, Auawirleben i Bern, Nanterre-Amandiers i Paris, FFT i Düsseldorf, Bastard Festival i Trondheim, Sophiensäle i Berlin, Staatstheater Nürnberg, Nowy Teatr i Warszawa, Nationaltheater Weimar, Palm Off Fest i Prag, Oslos internationella teaterfestival och Dublin Theatre Festival.
Sedan 2018 regisserar han regelbundet pjäser på Maxim Gorki Theater i Berlin.

## Filmografi
- 2010 – Wallander – Vålnaden
- 2011 – Bron (TV-serie)
- 2013 – Skumtimmen
- 2014 – Unga Sophie Bell
- 2014 – Nånting måste gå sönder
- 2015 – Flaket
- 2016 – Midnattssol (TV-serie)
- 2017 – Everyone Afraid To Be Forgotten
- 2018 – Mephobia
- 2016-2018 – Springfloden
- 2022 – Comedy Queen
- 2025 – Stenbeck (TV-serie)

## Teater (i urval)
- Things in my mouth[1]
- Physics and Phantasma[2]
- 99 Words for Void[3]